# 包华德
霍华德·里昂·布尔曼（英語：Howard Lyon Boorman，1920年9月11日—2008年2月17日），中文名包华德，是美国的外交官，曾主编《民国名人传记辞典》。